# Železniční trať Čelákovice–Mochov
Železniční trať Čelákovice–Mochov (v jízdním řádu pro cestující označená číslem 233) je jednokolejná neelektrizovaná regionální dráha ve Středočeském kraji. Trať vede ze stanice Čelákovice do Mochova. V zastávce Mochov zastávka vede okolo rozvodny Čechy Střed, kam je zavedena vlečka.
Provoz nákladních vlaků na této trati byl zahájen v roce 1883, provoz osobní dopravy byl zahájen v roce 1939. Pravidelná osobní doprava na trati skončila v roce 2006 (spoje byly nahrazeny autobusovou dopravou). Až do obnovení pravidelného provozu na trati v dubnu 2018 zde společnost KŽC Doprava několikrát do roka vypravila Mochovský motoráček.
V listopadu 2014 byla trať (4,014 km, nabídková cena v prvním kole 32 025 770 Kč) jednou z pěti tratí, které stát nabídl k prodeji.
V dubnu 2018 se na trať vrátila pravidelná doprava jako linka S24. Frekvence cestujících ale byla naprosto minimální (v průměru asi 31 cestujících denně) a v roce 2021 bylo v rámci koronavirových úspor oznámeno, že Středočeský kraj chce na této trati zastavit provoz co nejdříve. Při pravidelné změně jízdního řádu od 13. června se u všech vlaků objevila poznámka omezující provoz, který tak 29. října úplně skončil.
| období jízdního řádu                            | číslo tratě a celkový rozsah tratě            | počet vlaků (v části tratě) |
| ----------------------------------------------- | --------------------------------------------- | --------------------------- |
| 1944/45                                         | 515b Tschelakowitz–Mochow / Čelákovice–Mochov | 9 Sm                        |
| 1981/82                                         | 23c Čelákovice–Mochov                         | 7 Os                        |
| 1988/89                                         | 233 Čelákovice–Mochov                         | 8 Os                        |
| 2005/06                                         | 233 Čelákovice–Mochov                         | 7 Os                        |
| 2006–2018                                       | 233 Čelákovice–Mochov nebo neuvedena          | bez pravidelné dopravy      |
| 2017/18                                         | 233 Čelákovice–Mochov                         | 6 Os (v provozu od dubna)   |
| 2019/20                                         | 233 Čelákovice–Mochov                         | 6 Os                        |
| 2020/21                                         | 233 Čelákovice–Mochov                         | 6 Os (v provozu do října)   |
| 2021/22                                         | 233 Čelákovice–Mochov                         | bez pravidelné dopravy      |
| Vysvětlivky Sm – smíšený vlak, Os – osobní vlak |                                               |                             |

## Navazující tratě

### Čelákovice
- Trať 074 Čelákovice–Neratovice
- Trať 231+232 Praha – Lysá nad Labem – Kolín

## Fotogalerie

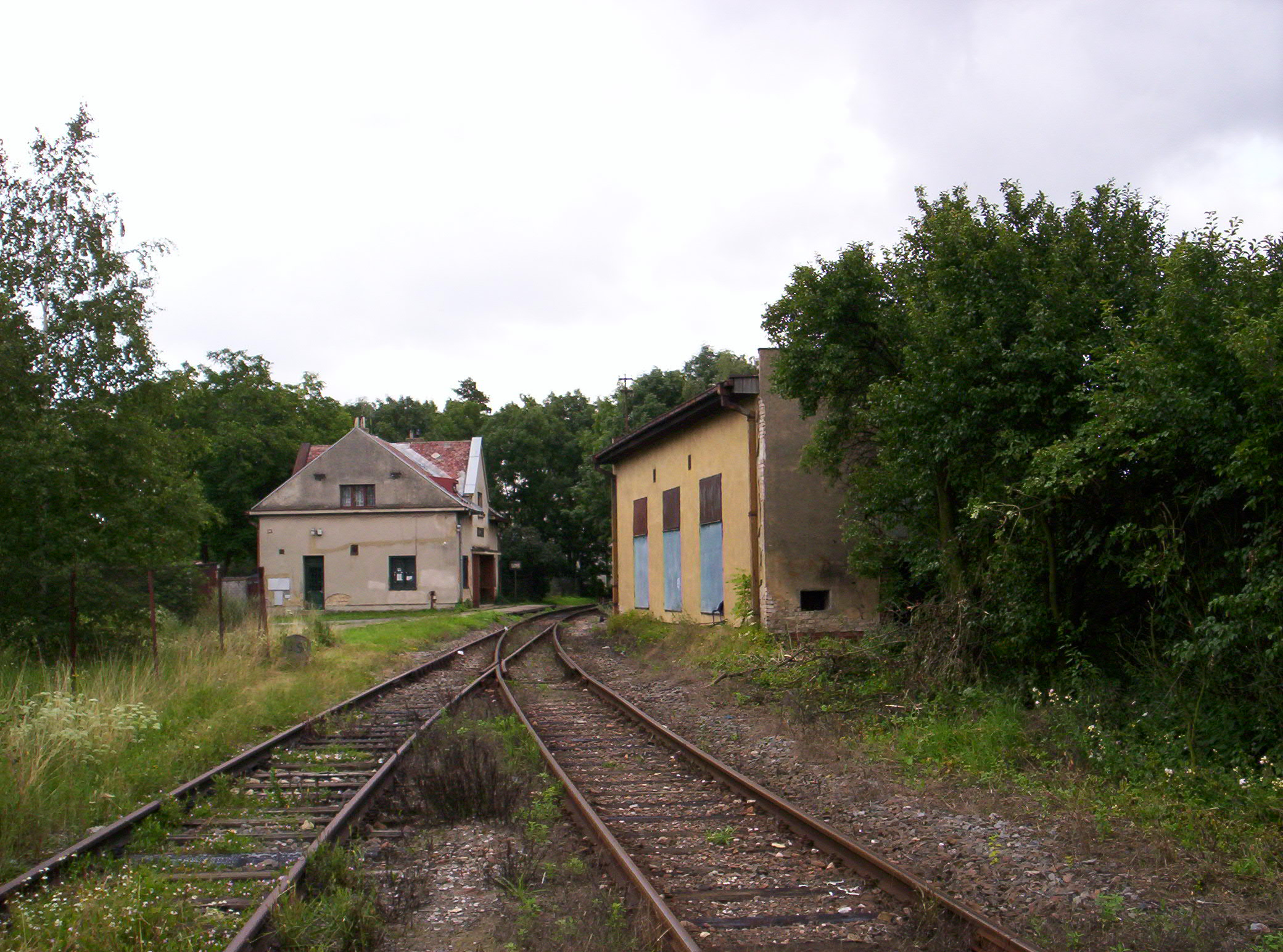
Zastávka s nákladištěm v Mochově, stav v roce 2005. Vlevo staniční budova, vpravo depo.
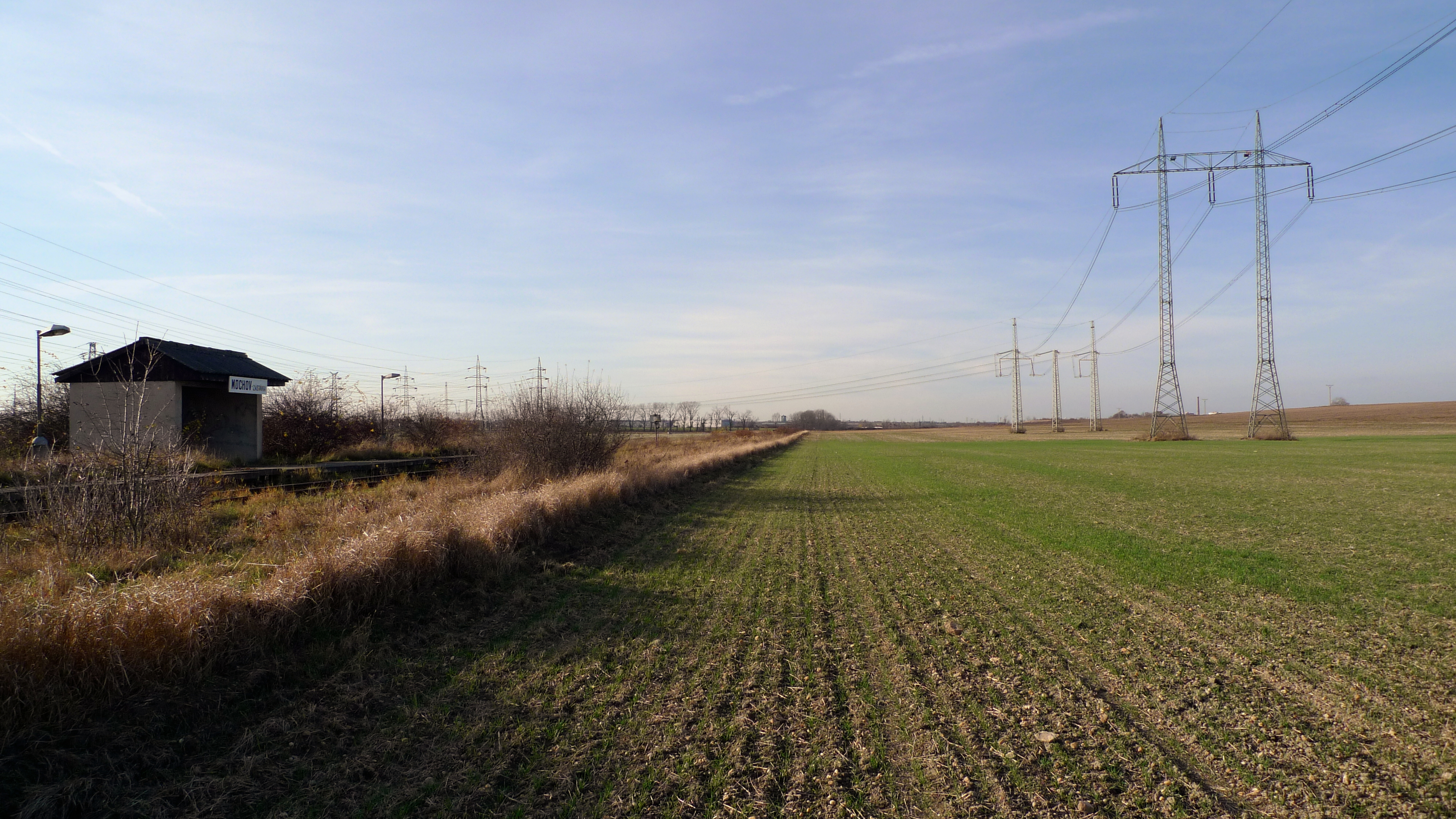
Mochov zastávka vlevo, vpravo původní vedení V410 (před zdvojením na V410/V419)
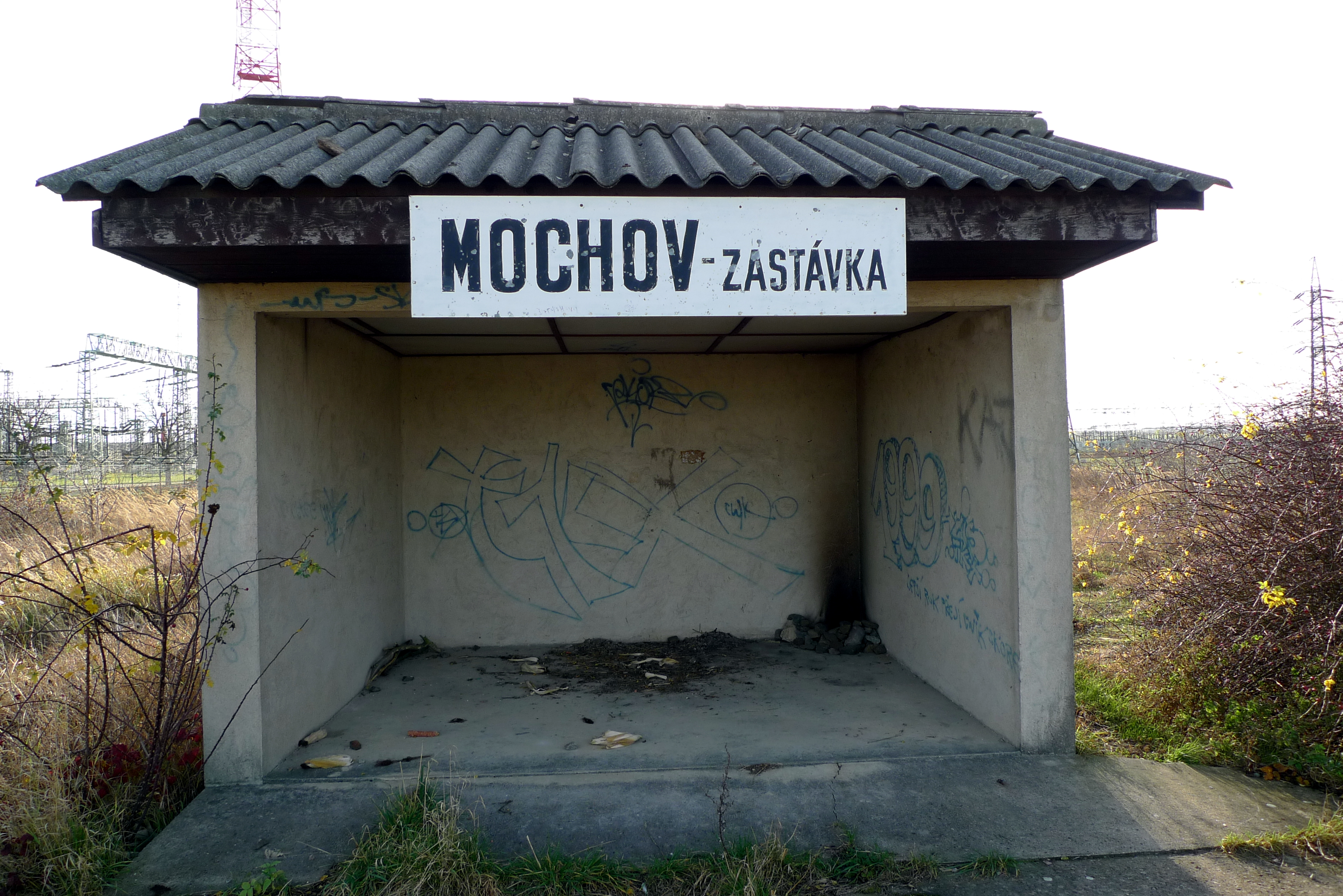
Mochov zastávka
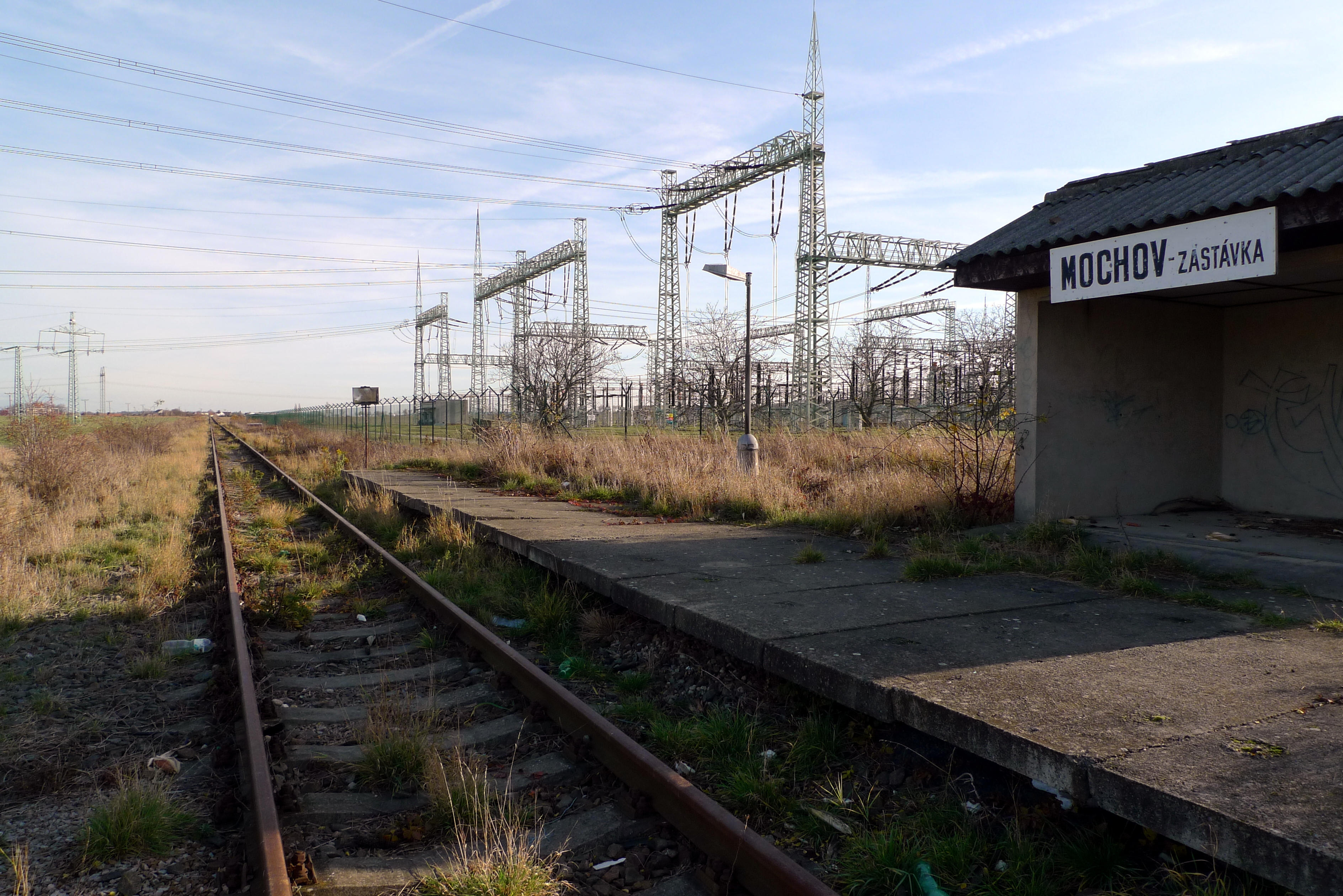
Mochov zastávka, v pozadí rozvodna Čechy Střed